# Gołębia Góra (rezerwat przyrody)
Rezerwat przyrody Gołębia Góra – krajobrazowo-leśny rezerwat na Wysoczyźnie Polanowskiej i na południowym skraju Parku Krajobrazowego Dolina Słupi. Znajduje się na terenie gminy Bytów (powiat bytowski, województwo pomorskie).
Został utworzony na mocy zarządzenia Ministra Leśnictwa i Przemysłu Drzewnego z dnia 3 grudnia 1981. Zajmuje powierzchnię 6,95 ha. Celem ochrony jest zachowanie swoistych cech krajobrazu środkowego biegu rzeki Słupi.
Rezerwat obejmuje skarpę rzeki Słupi porośniętą połacią prawie dwustuletniego starodrzewia sosnowego o wysokości ponad 30 metrów. W lesie objętym ochroną rezerwatową występują również brzozy, buki, daglezje, dęby, graby, olsze i świerki. Znajdują się tu także stanowiska roślin podlegających ochronie i rzadkich: konwalia majowa, widłak goździsty, marzanka wonna, paprotka zwyczajna, tajęża jednostronna i bażyna czarna. W sosnach barcie.
Rezerwat położony jest w granicach obszaru ptasiego sieci Natura 2000 „Dolina Słupi” PLB220002 oraz częściowo w granicach obszaru siedliskowego „Dolina Słupi” PLH220052. Jest zlokalizowany po wschodniej stronie drogi wojewódzkiej nr 212. Najbliższe miejscowości to Gostkowo i Unichowo.
Rezerwat położony jest w całości na gruntach w zarządzie Nadleśnictwa Bytów. Nie posiada planu ochrony, obowiązują w nim jednak zadania ochronne, na mocy których obszar rezerwatu podlega ochronie czynnej.